# Al·lopurinol

Tautòmers de l'al·lopurinol

L'al·lopurinol és un compost químic que s'utilitza com a medicament contra la hiperuricèmia (excés d'àcid úric al plasma sanguini) i les seves complicacions; com pot ser la gota.

## Mecanisme d'acció
L'al·lopurinol és un isòmer de la hipoxantina (una purina que es troba de manera natural al cos) i un inhibidor enzimàtic de la xantina oxidasa. Aquest enzim està implicat en l'oxidació de la xantina i hipoxantina, donant lloc a l'àcid úric; el compost final que es produeix mitjançant el metabolisme humà de les purines. La inhibició de la producció d'àcid úric, provoca també uns majors nivells tant de xantina com d'hipoxantina; els quals es converteixen en ribonucleòtids púrics anomenats guanosina i adenosina monofosfat.